# Leh
Leh (tiếng Hindi: लेह; Chữ Tạng: གླེ་; Wylie: Gle) là một thị trấn thuộc huyện Leh của bang Jammu và Kashmir. Nơi đây từng là thủ đô của vương quốc Ladakh miền Himalaya, với trung tâm là cung điện Leh, nơi cư ngụ của hoàng tộc Ladakh, được xây theo cùng phong cách và cùng khoảng thời gian với cung điện Potala. Leh nằm ở độ cao 3.524 m (11,562 ft) và được nối với Srinagar nhờ quốc lộ 1 và với Manali qua tuyến đường Leh-Manali. Năm 2010, Leh bị thiệt hại nặng do lũ.

## Khí hậu
| Dữ liệu khí hậu của Leh (1951–1980)    | Dữ liệu khí hậu của Leh (1951–1980) | Dữ liệu khí hậu của Leh (1951–1980) | Dữ liệu khí hậu của Leh (1951–1980) | Dữ liệu khí hậu của Leh (1951–1980) | Dữ liệu khí hậu của Leh (1951–1980) | Dữ liệu khí hậu của Leh (1951–1980) | Dữ liệu khí hậu của Leh (1951–1980) | Dữ liệu khí hậu của Leh (1951–1980) | Dữ liệu khí hậu của Leh (1951–1980) | Dữ liệu khí hậu của Leh (1951–1980) | Dữ liệu khí hậu của Leh (1951–1980) | Dữ liệu khí hậu của Leh (1951–1980) | Dữ liệu khí hậu của Leh (1951–1980) |
| Tháng                                  | 1                                   | 2                                   | 3                                   | 4                                   | 5                                   | 6                                   | 7                                   | 8                                   | 9                                   | 10                                  | 11                                  | 12                                  | Năm                                 |
| -------------------------------------- | ----------------------------------- | ----------------------------------- | ----------------------------------- | ----------------------------------- | ----------------------------------- | ----------------------------------- | ----------------------------------- | ----------------------------------- | ----------------------------------- | ----------------------------------- | ----------------------------------- | ----------------------------------- | ----------------------------------- |
| Cao kỉ lục °C (°F)                     | 8.3 (46.9)                          | 12.8 (55.0)                         | 19.4 (66.9)                         | 23.9 (75.0)                         | 28.9 (84.0)                         | 34.8 (94.6)                         | 34.0 (93.2)                         | 34.2 (93.6)                         | 30.6 (87.1)                         | 25.6 (78.1)                         | 20.0 (68.0)                         | 12.8 (55.0)                         | 34.8 (94.6)                         |
| Trung bình ngày tối đa °C (°F)         | −2.0 (28.4)                         | 1.5 (34.7)                          | 6.5 (43.7)                          | 12.3 (54.1)                         | 16.2 (61.2)                         | 21.8 (71.2)                         | 25.0 (77.0)                         | 25.3 (77.5)                         | 21.7 (71.1)                         | 14.6 (58.3)                         | 7.9 (46.2)                          | 2.3 (36.1)                          | 12.8 (55.0)                         |
| Tối thiểu trung bình ngày °C (°F)      | −14.4 (6.1)                         | −11.0 (12.2)                        | −5.9 (21.4)                         | −1.1 (30.0)                         | 3.2 (37.8)                          | 7.4 (45.3)                          | 10.5 (50.9)                         | 10.0 (50.0)                         | 5.8 (42.4)                          | −1.0 (30.2)                         | −6.7 (19.9)                         | −11.8 (10.8)                        | −1.3 (29.7)                         |
| Thấp kỉ lục °C (°F)                    | −28.3 (−18.9)                       | −26.4 (−15.5)                       | −19.4 (−2.9)                        | −12.8 (9.0)                         | −4.4 (24.1)                         | −1.1 (30.0)                         | 0.6 (33.1)                          | 1.5 (34.7)                          | −4.4 (24.1)                         | −8.5 (16.7)                         | −17.5 (0.5)                         | −25.6 (−14.1)                       | −28.3 (−18.9)                       |
| Lượng mưa trung bình mm (inches)       | 9.5 (0.37)                          | 8.1 (0.32)                          | 11.0 (0.43)                         | 9.1 (0.36)                          | 9.0 (0.35)                          | 3.5 (0.14)                          | 15.2 (0.60)                         | 15.4 (0.61)                         | 9.0 (0.35)                          | 7.5 (0.30)                          | 3.6 (0.14)                          | 4.6 (0.18)                          | 105.5 (4.15)                        |
| Số ngày mưa trung bình                 | 1.3                                 | 1.1                                 | 1.3                                 | 1.0                                 | 1.1                                 | 0.4                                 | 2.1                                 | 1.9                                 | 1.2                                 | 0.4                                 | 0.5                                 | 0.7                                 | 13.0                                |
| Nguồn: India Meteorological Department |                                     |                                     |                                     |                                     |                                     |                                     |                                     |                                     |                                     |                                     |                                     |                                     |                                     |

## Nhân khẩu
Theo điều tra dân số năm 2001 của Ấn Độ, Leh có dân số 27.513 người. Phái nam chiếm 61% tổng số dân và phái nữ chiếm 39%. Leh có tỷ lệ 75% biết đọc biết viết, cao hơn tỷ lệ trung bình toàn quốc là 59,5%: tỷ lệ cho phái nam là 82%, và tỷ lệ cho phái nữ là 65%. Tại Leh, 9% dân số nhỏ hơn 6 tuổi.